# بول لودفيغ إيفالد فون كلايست
بول لودفيغ فون كلايست (بالألمانية: Ewald von Kleist) (8 أغسطس 1881 - 13 نوفمبر 1954 م). المشير الألماني خلال الحرب العالمية الثانية والحائز على وسام الفارس الحديدي بأوراق البلوط والسيوف. وتمنح جائزة الصليب الفارس للصليب الحديدي وأوراق البلوط والسيوف للاعتراف بالشجاعة أو قيادة عسكرية ناجحة.

## روابط خارجية
- بول لودفيغ إيفالد فون كلايست على موقع الموسوعة البريطانية (الإنجليزية)
- بول لودفيغ إيفالد فون كلايست على موقع الموسوعة البريطانية (الإنجليزية)
- بول لودفيغ إيفالد فون كلايست على موقع مونزينجر (الألمانية)